# Méhméreg

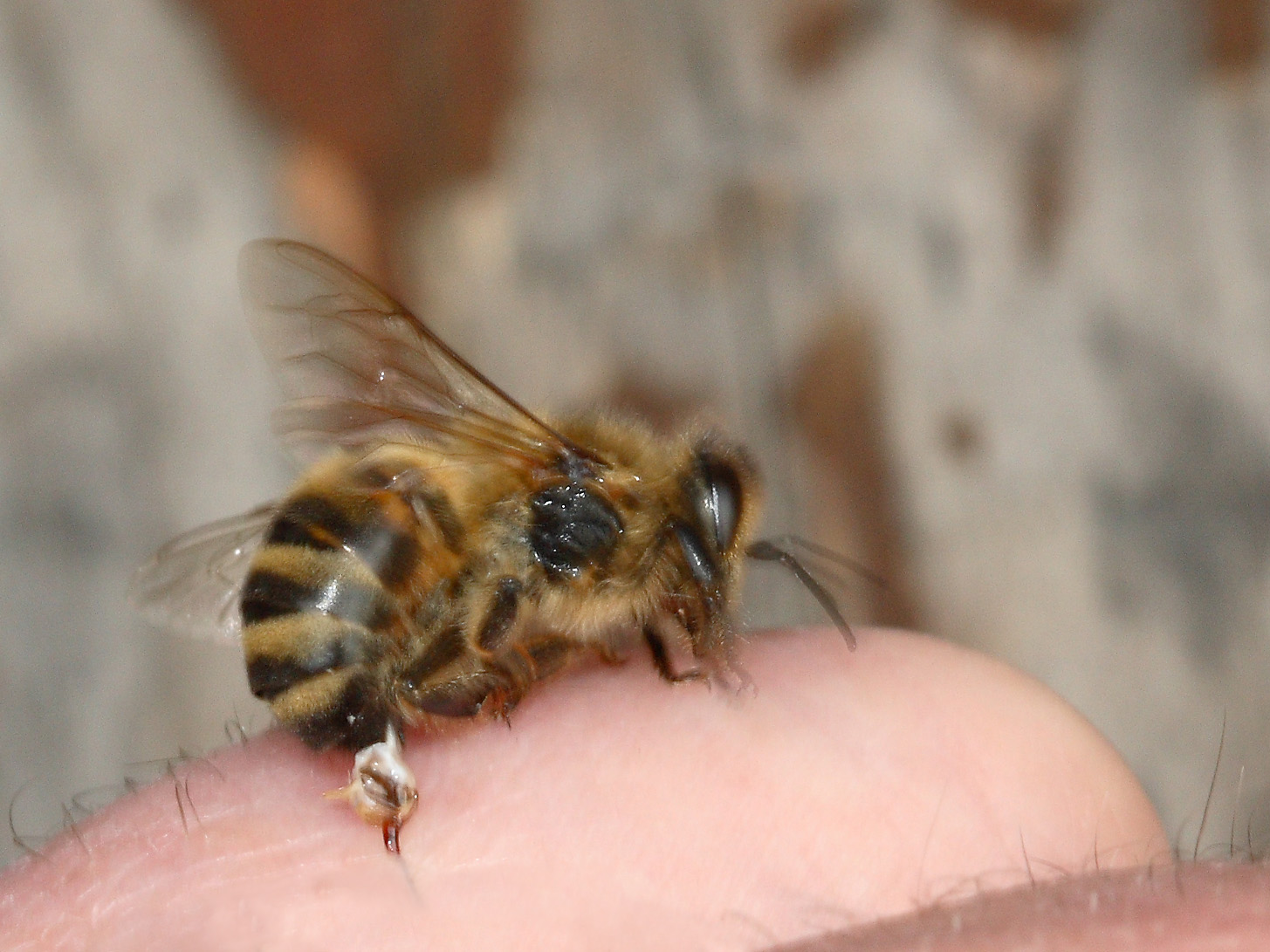
Méhcsípéskor a dolgozó méh nem tudja kihúzni a fullánkját az elasztikus bőrből, így az kiszakad, ami a méh életébe kerül

A méhméreg, az orvoslásban apitoxin, a méhek által termelt méreg. Több anyag, köztük fehérjék keveréke, ami helyi gyulladást okoz, és véralvadásgátló hatású. Egy házi méh egy csípéssel 0,1 mg méhmérget juttat a sebbe. Több dologban is a csalánméregre hasonlít. Kémhatása savas (pH-ja 4,5–5,5). Sárgás, opálos színezetű.  Levegővel érintkezve oldószere azonnal elpárolog, így eredeti térfogatának 30-40%-ára beszárad. Illata hasonlít a banánolaj illatához.  Kémiai felépítését tekintve a kígyómérgekkel áll "rokonságban". Régebben úgy hitték, hogy a méhméreg túlnyomó részben hangyasavat (HCOOH) tartalmaz, de ma már bizonyított, hogy ez az állítás nem helytálló.
Hagyományosan a beteg megcsípésével juttatják be a mérget a kezelendő testrészbe, de ez a méh életébe került. Ma már a szúrás után ki tudják emelni a méhet úgy, hogy ne szakadjon bele a fullánkja a sebbe.
A méreg kinyerhető elektromos stimulációval is; ekkor a méh akaratlanul kiadja a mérgét. A méreg újratermeléséhez egy napra van szüksége.

## Összetétele
- Fő komponense a melittin, amely a méreg fehérjéinek 52%-át teszi ki.[2]
- Az apamin egy gyenge idegméreg. Fokozza a mellékvese kortizoltermelését.
- Az adolapin[3] gyulladásgátló és érzéstelenítő hatású a ciklooxigenáz blokkolása miatt. A méreg fehérjéinek  2–5%-át alkotja.
- A foszfolipidáz a legrombolóbb hatású komponens, mivel bontja a foszfolipideket, amik a sejthártya fő komponensei. Csökkenti a vérnyomást és gátolja a véralvadást. A méreg fehérjéinek 10–12%-a.
- A hialuronidáz kitágítja a hajszálereket, ezzel kiterjeszti a gyulladást. A méreg fehérjéinek 1-3%-át alkotja.
- A proteázgátlók vérzéscsillapítók és gyulladásgátlók. A méreg fehérjéinek 2%-a
- Tertiapin, idegméreg, 2%.
- Secamin, klinikai hatás nélküli fehérje[4]

A fő allergének a melittin, a foszfolipidáz és a hialuronidáz.

A fehérjék mellett jelentősebb kisebb molekulák:
- A hisztamin az allergiás válasz kiváltásáért felelős. A méreg 0,5–2%-át teszi ki.
- A dopamin és a noradrenalin növeli a pulzust. A méreg 1–2%-a.

Hangyasavat nem tartalmaz.

## Hatása az emberre

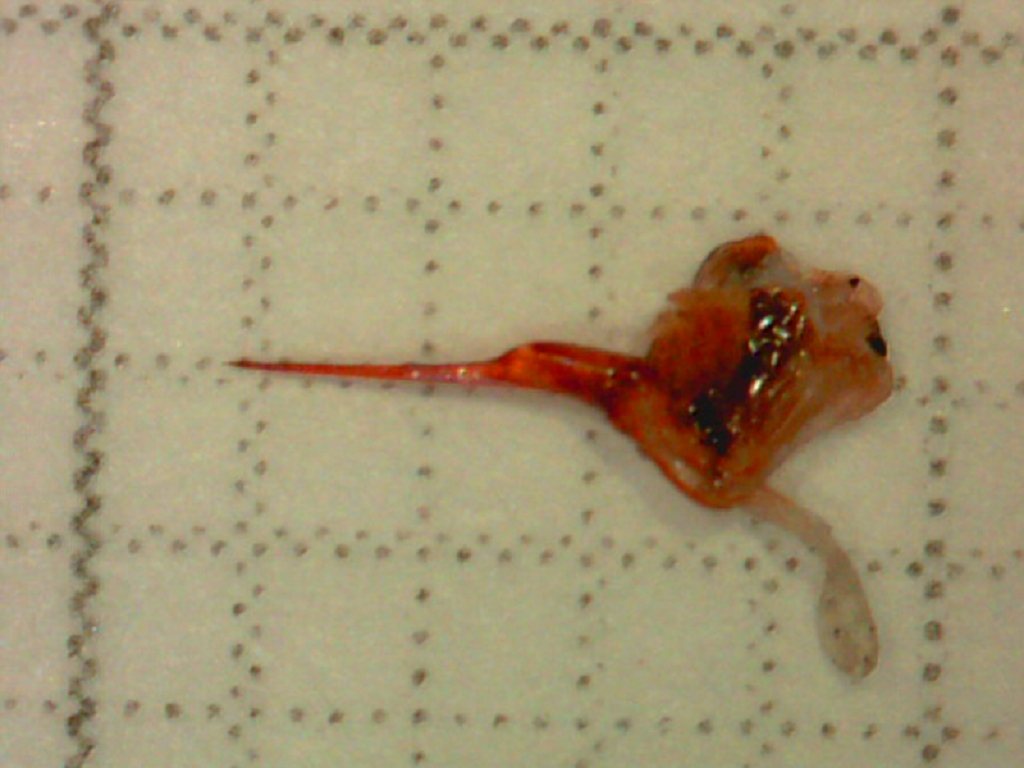
Egy házi méh fullánkja

A méhcsípés helyi gyulladást okoz kisebb-nagyobb feldagadással. Életveszélyt csak allergia vagy több száz méhcsípés esetén okoz. Szintén életveszélyes a nyaki szúrás, mivel ez a légutak megdagadásával jár. Ekkor orvoshoz kell fordulni. Az allergiások arányát az allergológusok 1%-ra becslik a teljes népességben. Több, különböző alkalommal kapott méhszúrással lehetséges hozzászokni a méreghez, de az öreg méhészek újra érzékenyebbek lehetnek.
Kisebb állatok, például kiskacsák könnyen belehalhatnak a méhszúrásba. A lovak is érzékenyek rá. Maguk a méhek sem immunisak a méregre, számukra már egyetlen szúrás halálos. A leszúrt méh potroha zsugorodott, szárnyai szétmerednek.

## A méhméreg semlegesítése
- a csípés után a méregzsák a bőrben marad, így a legfontosabb lépés, hogy ezt el kell távolítani, mert ebből további méreg juthat a véráramba;
- immobilizáció és a fullánk kiemelése már jelentősen csökkenti a lokális duzzanatot;
- a fullánkot oldalról kell kipiszkálni, hogy a méreghólyagból ne nyomjunk több mérget a sebbe;
- amennyiben a csípés után nem alakulnak ki allergiás tünetek, általában lokális kezelésre van csak szükség, de itt is adhatunk antihisztamint, ami a viszketés és izzadás mértékét csökkenti;
- a fájdalmat csökkentheti az ecet, a hideg és a vizes borogatás, a citromlé, a szódabikarbóna. Kalcium-pezsgőtabletta, antihisztamin és szteroid tartalmú tabletták csak később hatnak.[5] Súlyosabb esetben Calcimusc vagy alkohol itatása és adrenalin adása segíthet;
- súlyos allergiás reakciók esetén feltétlenül orvosi ellátás indokolt: ilyenkor azonnali kortikoszteroid és adrenalin terápia szükséges az antihisztaminok és béta-2 agonisták adása mellett.

A méhméreg alkotói értágulathoz és capillaris permeabilitas növekedéshez vezetnek, emellett előzetes expozíció utáni csípés alkalmával súlyos anaphylaxiás reakció (sokk) is kialakulhat.
Megelőzésként méhészkalappal, kesztyűvel lehet védekezni, ill. a méheket füstöléssel vagy víz permetezésével nyugtatni.

## Felhasználása
Csak hozzáértő orvos vagy hivatalos apiterapeuta felügyeletével szabad használni. Ellenjavallat az allergia mellett az erős érelmeszesedés is. 
- A rovarméreg-allergia gyengítésére
- Reuma, isiáz, sportsérülések, fagyási sérülések, lumbágó ellen[6]
- A helyi izomzat ingerlésére bőr alá adott injekcióval. Ma már inkább szintetikus hatóanyagokkal helyettesítik
- A homeopátiában Apisinum néven használják duzzanatok és kiütések ellen.[7] Ennek hatásossága nem bizonyított
- A kozmetikában a botox természetes alternatívája. Stimulálja a kollagén VII termelését, ami javítja a bőr védőfunkcióját, ezzel a ráncosodás ellen hat[8]
- Újabb kutatások szerint a krónikus vesebetegség esetén [9] illetve mellrák esetén egyéb hatóanyagokkal vagy kemoterápiával együtt szinergikusan segíti a gyógyulást. [10]

1. ↑   (1990. február 1.) „Evidence for leukotrienes in animal venoms”. The Journal of allergy and clinical immunology 85 (2), 505–509. o. DOI:10.1016/0091-6749(90)90162-W. PMID 1968071.
2. ↑  Meier J, White J.. Clinical toxicology of animal venoms and poisons. CRC Press, Inc (1995). ISBN 0-8493-4489-1
3. ↑  Adolapin
4. ↑  Habermann E (1972. July). „Bee and wasp venoms”. Science 177 (46), 314–22. o. PMID 4113805.
5. ↑  https://hu.wikibooks.org/wiki/%C3%9Atipatika/Rovar_cs%C3%ADp%C3%A9sek_%C3%A9s_mar%C3%A1sok
6. ↑  Bienenmuseum Illertissen.
7. ↑  Albert von Fellenberg-Ziegler: Homöopathische Arzneimittellehre, 25. verb. Auflage, S. 73, Karl F. Haug Verlag, Hüthig GmbH, Heidelberg, 1998
8. ↑  Apitoxin in der Kosmetik. [2012. július 29-i dátummal az eredetiből archiválva]. (Hozzáférés: 2015. február 9.)
9. ↑  Méhméreg krónikus vesebetegség esetén
10. ↑  A méhméreg szinergikusan hat a mellrák ellen kemoterápia során

## A méhméreg használatának története
A méh- illetve darázsszúrással való gyógyítást már az ókori Egyiptomban is ismerték.
Modernkori alkalmazója és úttörője, Beck Bódog Magyarországról vándorolt ki Amerikába, és a múlt század elején elismert orvos lett. 

## Fordítás
- Ez a szócikk részben vagy egészben  az   Apitoxin című angol Wikipédia-szócikk fordításán alapul.  Az eredeti cikk szerkesztőit annak laptörténete sorolja fel. Ez a jelzés csupán a megfogalmazás eredetét és a szerzői jogokat jelzi, nem szolgál a cikkben szereplő információk forrásmegjelöléseként.
- Ez a szócikk részben vagy egészben  a   Bienengift című német Wikipédia-szócikk fordításán alapul.  Az eredeti cikk szerkesztőit annak laptörténete sorolja fel. Ez a jelzés csupán a megfogalmazás eredetét és a szerzői jogokat jelzi, nem szolgál a cikkben szereplő információk forrásmegjelöléseként.